# Chava Alberstein
Chava Alberstein (in ebraico חוה אלברשטיין‎?; Stettino, 8 dicembre 1947) è una cantautrice polacca naturalizzata israeliana.

## Biografia
Chava Alberstein è nata a Stettino, in Polonia, e si è trasferita in Israele con la sua famiglia nel 1950. È cresciuta a Kiryat Haim.
Nel 1964, quando aveva 17 anni, fu invitata ad esibirsi all'Hammam Nightclub di Jaffa. Cantò quattro canzoni accompagnate da se stessa alla chitarra e suo fratello Alex al clarinetto. Il programma fu trasmesso in diretta alla radio. Dopo un'apparizione come ospite in Moadon Hazemer, registrato nel kibbutz Beit Alfa, ha firmato un contratto discografico con la CBS.  All'inizio della sua carriera è apparsa all'Amami Cinema nel quartiere Neve Sha'anan di Haifa.
Alberstein si è arruolata nelle forze di difesa israeliane nel 1965 ed è una dei molti artisti israeliani a diventare celebre intrattenendo le truppe.
Alberstein ha pubblicato più di 60 album. Ha registrato in ebraico, inglese e yiddish. Nel 1980 ha iniziato a scrivere e comporre, la maggior parte delle canzoni del suo album Mehagrim ("Immigrati") è opera sua. Il marito di Alberstein era il regista Nadav Levitan, che ha scritto il testo del suo album "End of the Holiday". Nel 1986 ha scritto la colonna sonora per il film di Levitan Stalin's Disciples.

## Accoglienza della critica
Secondo il secondo più grande quotidiano israeliano Yedioth Ahronoth, Alberstein è la cantante folk femminile più importante nella storia di Israele.

## Opinioni politiche e controversie
()
Durante la sua carriera è stata un'attivista per i diritti umani e per l'unità arabo-israeliana. Nel 1989, la canzone di Alberstein Had Gadya (una versione rivisitata di una canzone tradizionale ebraica, Chad Gadya, che è cantata durante il Seder pasquale)  in cui critica la politica israeliana nei confronti dei palestinesi, è stata bandita da Israel State Radio. La canzone è stata successivamente utilizzata nel film Free Zone dal regista Amos Gitai nella scena di pianto di Natalie Portman lunga sette minuti.
Alberstein è anche una promotrice della lingua yiddish sia nelle sue registrazioni sia in un video intitolato "Too Early To Be Quiet, Too Late To Sing", che mette in mostra le opere dei poeti yiddish.

## Riconoscimenti
Alberstein ha vinto il Premio Kinor David (l'Arpa di David). Nel 1999 ha ricevuto il Premio Itzik Manger. Il 28 gennaio 2011 ha ricevuto il Lifetime Achievement Music Award dall'Associazione israeliana di compositori, autori e editori di opere musicali e ha conseguito Dottorati onorari presso l'Università di Tel Aviv e l'Istituto di Scienza di Israele di Weizmann. Il 13 maggio 2018 le è stato conferito un dottorato onorario in Musica presso l'Università di Brandeis.

## Discografia

### Album in studio
- 1967 - Yiddish
- 1967 - Perach haLilach
- 1967 - Tza'atzueiah shel Osnat
- 1968 - Mirdaf
- 1968 - Mot haParpar
- 1969 - Chava Alberstein beShirei Rachel
- 1969 - Margaritkalach
- 1969 - Mishirei eretz ahavati
- 1971 - Chava beTochnit Yachid 1
- 1971 - Chava beTochnit Yachid 2
- 1971 - Isha ba'Avatiach
- 1972 - Chava veOded be'Eretz haKsamim
- 1973 - Lu Yehi
- 1974 - Chava vehaPlatina
- 1975 - K'mo Tzemach bar
- 1975 o 1976[12]- Tzolelet Tzabarit
- 1976 - Elik Belik Bom
- 1977 - Halaila hu shirim
- 1977 - Karusella 1
- 1977 - Karusella 2
- 1977 - Karusella 3
- 1977 - Shirei Am beYiddish
- 1978 - Hitbaharut
- 1978 - Chava vehaGitara
- 1979 - Chava Zingt Yiddish
- 1979 - Ma Kara ba'Eretz Mi
- 1980 - Ani Holechet Elai
- 1980 - Shir beMatana
- 1982 - Kolot
- 1982 - Shiru Shir im Chava
- 1983 - Nemal Bayit
- 1984 - Avak shel kochavim
- 1986 - Mehagrim
- 1987 - Od Shirim beYiddish
- 1988 - HaTzorech baMilah, haTzorech baShtika
- 1989 - London
- 1990 - MiShirei Eretz Ahavati
- 1991 - Ahava Mealteret
- 1992 - HaChita Zomachat Shuv
- 1992 - The Man I Love
- 1994 - Margaritkalach
- 1995 - Derech Achat
- 1995 - London beHofaah
- 1996 - Yonat ha'Ahava
- 1997 - Adaber Itcha
- 1998 - The Well – With The Klezmatics
- 1999 - Chava Alberstein – Yiddish Songs
- 1999 - Tekhef Ashuv
- 2001 - Foreign Letters
- 2004 - End of the Holiday
- 2005 - Coconut
- 1975 - Like a Wild Flower (New Version)
- 2006 - Lemele
- 2007 - The Milky Way – Songs for Children
- 2008 - Human Nature

### Album dal vivo
- 2008 - Live

### Raccolte
- 1998 - Crazy Flower: A Collection
- 2000 - Children's songs – The Collection
- 2003 - The Early Years – The Box Set
- 2008 - Original albums